# La niña de fuego (película)
La niña de fuego es una película en blanco y negro de Argentina dirigida por Carlos Torres Ríos sobre el guion de María Antinea y Carmelo Santiago según un argumento de Miguel de Calasanz que se estrenó el 11 de septiembre de 1952 y que tuvo como protagonistas a Lolita Torres, Ricardo Passano, Mario Baroffio y César Fiaschi.

## Sinopsis
Una polizona andaluza en su viaje a Buenos Aires finge ser hombre y termina siendo una gran cantante.

## Reparto
- Lolita Torres....Fernanda / Fernando
- Ricardo Passano....Pocho
- Mario Baroffio....Cipriano Albaicín
- César Fiaschi....Pereda
- Domingo Márquez....Andrés
- Antonio Martelo
- Helena Cortesina....Clotilde
- Alfonso Pisano....Ramallo
- Arsenio Perdiguero....don José
- Antonio Martiánez....Capitán
- Delfy Miranda....Ofelia
- Noemí Laserre....María de los Cantares
- Arturo Arcari
- Semillita....espectador de box
- Carlos Mendi....Marino
- Ofelia Cortesina
- Luis Laneri
- Dante Liguori

## Comentarios
El crítico King opinó:

”Trillado su argumento, historia de una muchachita que de buenas a primeras ocupa el lugar de una gran cantante española. Opaca su interpretación, en la que sólo de cuando en cuando tiene su protagonista momentos felices. Mecánica la dirección de Carlos Torres Ríos.”

Por su parte Manrupe y Portela escriben:

”Trama substandard con canciones españolas y sólo interesante para quienes quieran ver a Torres en su primera etapa.”